# Готская война (401—413)
Готская война (401—413) — серия вторжений готов в Италию в 401—413 годах, приведших к падению Рима и началу заката Западной Римской империи.

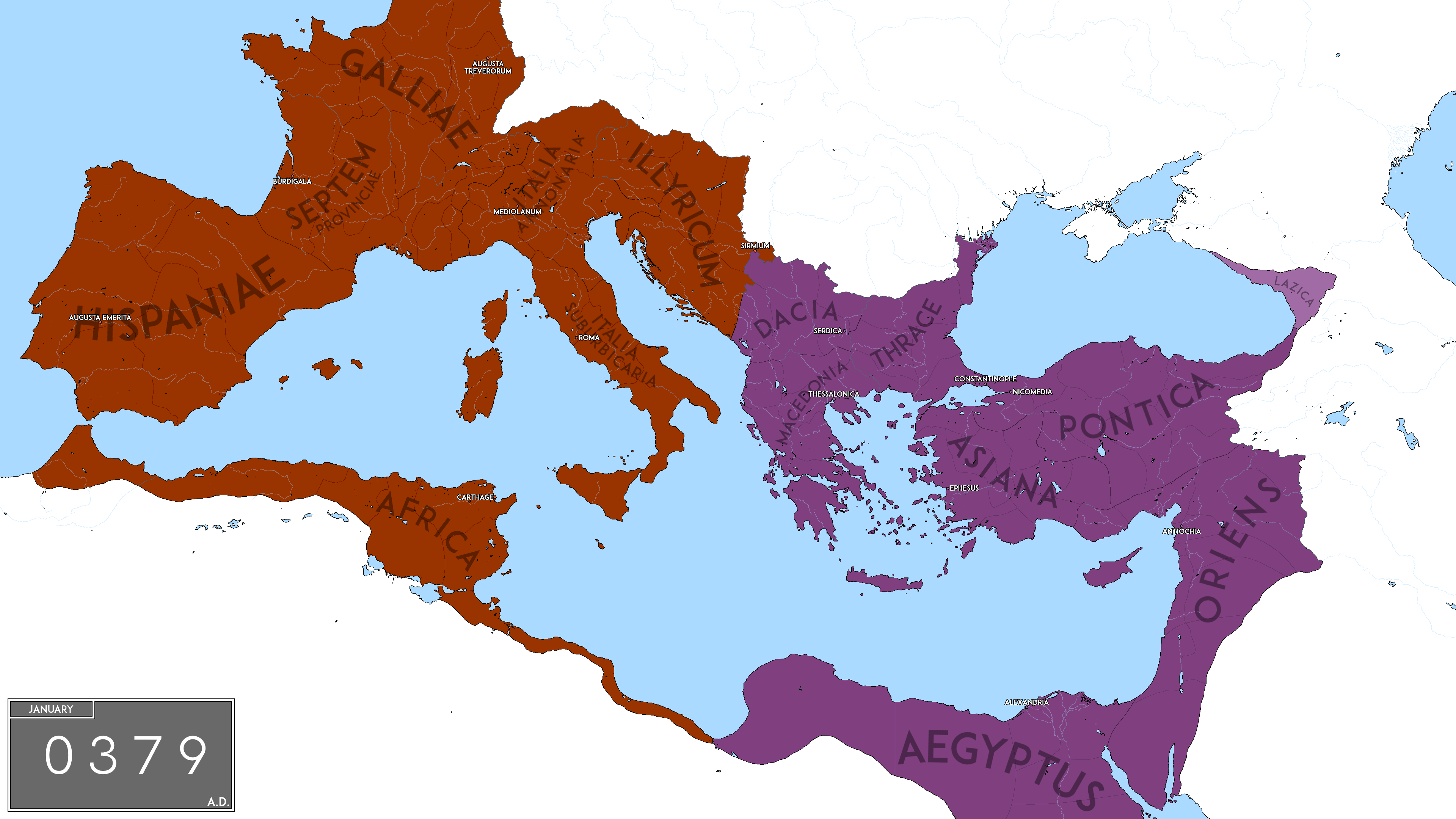
Римская империя после раздела в 395 г.

## Первое вторжение Алариха
Договор, заключенный императором Феодосием I в 382 году с готами, позволил им поселиться в Мезии и на некоторое время стабилизировал военную ситуацию на границах империи. После раздела империи в 395 году готы снова начали войну, но был разбиты в 397 году Стилихоном, который высадился на Пелопоннесе и нанёс им поражение, но не разгромил из-за политических противоречий между Западной и Восточной империями. Аларих, король вестготов, ушёл в Эпир, где заключил мир с императором Аркадием.
Претензии Алариха, требовавшего признания своего статуса Римом, привели к новой войне. В ноябре 401 года вестготы из Эпира двинулись походом в Италию, разорили местности в Венеции и осадили Медиоланум (современный Милан). При приближении армии Стилихона в марте 402 года Аларих снял осаду и двинулся дальше на запад в сторону Галлии.
6 апреля 402 года при Полленции (в предгорьях Западных Альп) произошло сражение. Аларих не был разгромлен, но потерял лагерь, причём, по некоторым источникам, в плен попала его семья, что возможно вынудило его принять мирные условия римлян. Летом того же года (или в следующем 403 году) Стилихон снова нанёс поражение готам под Вероной (в предгорьях Центральных Альп на севере Италии), окружил в горах, но выпустил в Иллирик, чтобы использовать военную силу вестготов для присоединения западных Балканских провинций к Западной Римской империи.
В первом неудачном походе Алариха в Италию боевые действия велись в долине реки По на севере Италии и завершились возвращением вестготов в те же места (в Эпир), откуда они начали движение. Только теперь они вернулись в качестве федератов Западной Римской империи.

## Вторжение Радагайса
Пока западно-римские власти готовили совместные действия Стилихона и Алариха по завоеванию Иллирика, большая группа остготов под предводительством Радагайса, пришедшая с различными союзниками из-за пределов империи, пересекла Дунай и двинулась в 405 году сторону Италии, грабя провинции. Остготы подошли к Апеннинам и осадили Флоренцию. Правительству пришлось приложить немало усилий, чтобы набрать достаточно людей, в том числе и освобождённых рабов, в армию для отражения этого вторжения. Стилихон, отогнав готов от Флоренции, сумел окружить Радагайса возле Фезул и, уморив его людей голодом, добиться капитуляции. 

## Вторжение варваров в Галлию

Оборона Галлии в 406 г.

В 406 и 407 годах новые варварские отряды, в основном состоявшие из вандалов, свевов и аланов, пересекли Рейн и вторглись в Галлию, в то время как в Британии вспыхнуло восстание, и в 407 году войска провозгласили императором одного из своих рядов, Константина. Чтобы защитить Галлию, захваченную варварами, Константин покинул Британию со всеми своими войсками, оставив ее без защиты, и расположился в Трире. 

## Второе вторжение Алариха
Аларих, которого Стилихон тем временем назначил военным магистром в надежде, что он поможет избавиться от узурпатора Константина, воспользовался этим, чтобы двинуться в 408 году в сторону Италии. Остановившись в Норике, он потребовал возмещения за безрезультатное нахождение в Эпире и поход к границе с Италией. Несмотря на нежелание, Сенат под давлением Стилихона всё же утвердил выплату 40 кентинариев (1300 кг) золота готам, однако неясно, получил ли Аларих эту дань.
Император Гонорий между тем решил избавиться от своего главнокомандующего (и одновременно бывшего тестя), предполагая в нём главную угрозу своей власти и опираясь на сенатскую аристократию, недовольную усилением роли варваров в управлении империей. 22 августа 408 года Стилихон был убит в ходе мятежа римских солдат против варваров на службе империи. Солдаты также напали на проживающие в Риме семьи варваров, убивая женщин и детей и грабя их имущество. 30 тысяч варваров бежали к Алариху с желанием побудить его начать наступление на Рим.
Аларих предложил Гонорию обменяться заложниками, потребовал обещанную дань (вероятно те самые 40 кентинариев золота) и обещал взамен увести войско из Норика в Паннонию. Гонорий, хотя и отказался утвердить мир с Аларихом, но в то же время не предпринял никаких приготовлений к войне с ним.

## Первая осада Рима

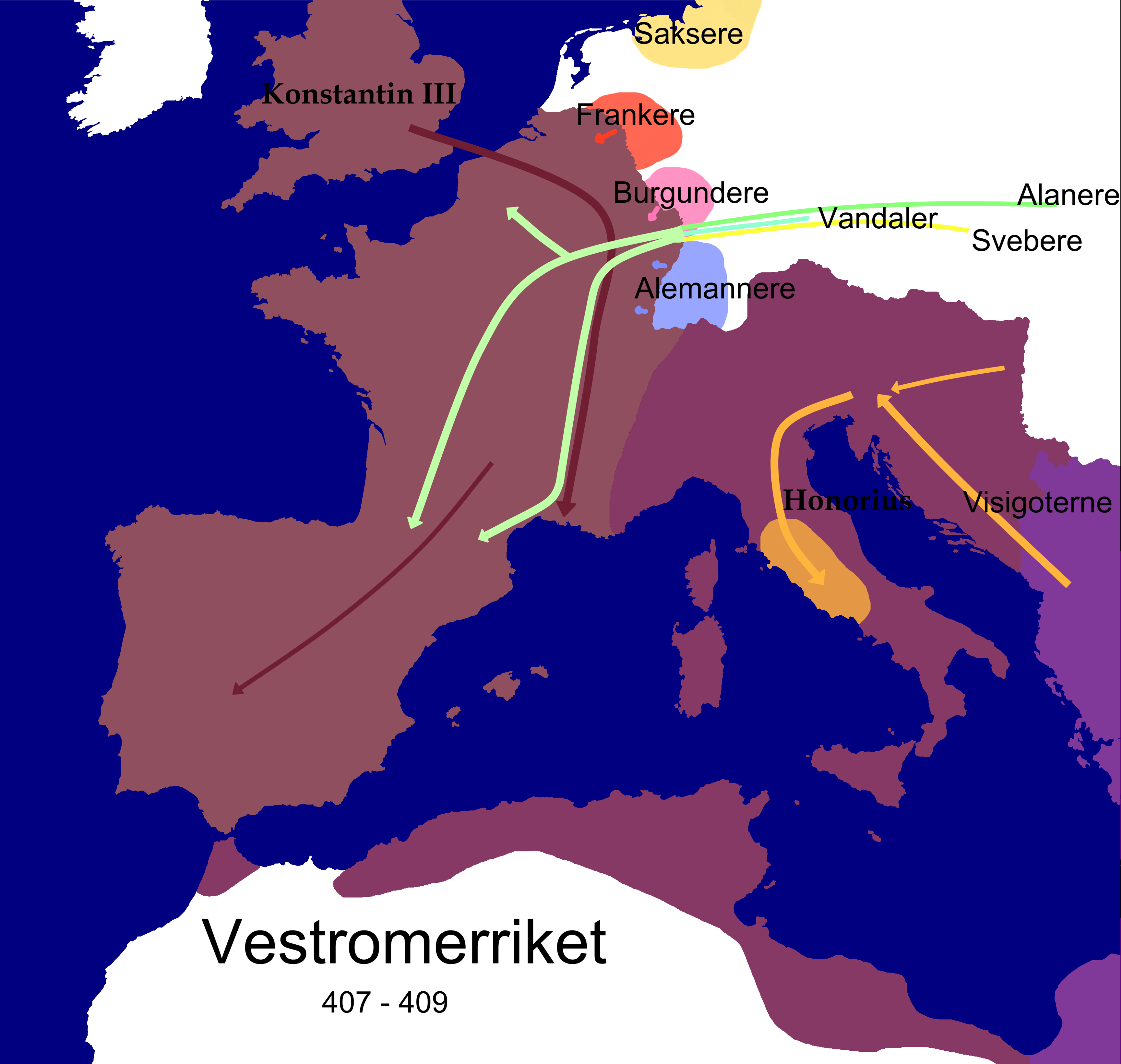
Вторжения варваров в 407-409 гг.

Осенью 408 года Аларих из Норика перешёл Юлийские Альпы, беспрепятственно пересек реку По у Кремоны и направился к Риму, не задерживаясь на осады крупных городов и разоряя попутные при возможности. В октябре 408 года Аларих появился под стенами Рима, перерезав все пути снабжения.
Сенат Рима постановил казнить Серену, жену Стилихона, предполагая в женщине источник измены. Затем сенат, не дождавшись помощи от Гонория, засевшего в неприступной Равенне, решился на переговоры с Аларихом. К этому времени, по словам Зосимы, улицы Рима заполнили трупы умерших от голода и болезней. Рацион питания был уменьшен до трети от обычного. Когда послы Рима заявили о горожанах, готовых сражаться, Аларих рассмеялся: «Густую траву легче косить, чем редкую».
При обсуждении условий мира Аларих потребовал всё золото и серебро в Риме, а также всё имущество горожан и всех рабов из варваров. Один из послов возразил: «Если вы возьмете всё это, что останется гражданам?» Король готов ответил кратко: «Их жизни. Римляне в отчаянии прислушались к совету принести языческие жертвы, которые будто бы спасли от варваров один из городков. Римский папа Иннокентий ради спасения города разрешил провести обряд, однако среди римлян не нашлось людей, кто бы осмелился публично повторить древние церемонии. Переговоры с готами возобновились.
Аларих согласился снять осаду на условиях выплаты ему 5 тыс. фунтов (1600 кг) золота, 30 тыс. фунтов (9800 кг) серебра, 4 тыс. шелковых туник, 3 тыс. пурпурных покрывал и 3 тыс. фунтов перца. Для выкупа римлянам пришлось сорвать украшения с изображений богов и переплавить некоторые статуи. Когда после уплаты контрибуции в декабре 408 года ворота города открылись, к готам ушло большинство рабов числом до 40 тысяч. Аларих отвёл войско от Рима на юг Этрурии, ожидая заключения мира с императором Гонорием.

## Вторая осада Рима
В январе 409 года Гонорий послал 6 тысяч солдат под командованием Валента из Далмации для укрепления гарнизона Рима. Аларих перехватил их на марше и почти всех уничтожил. В свою очередь, имперские войска (императорская гвардия и 300 гуннов), выступившие из Равенны под командованием Олимпия уничтожили возле Пизы 1100 готов Атаульфа, шедших из Паннонии на соединение с Аларихом.
Новый фаворит Гонория, Иовия, начал переговоры с Аларихом. Вождь готов потребовал: 1) ежегодной дани в золоте и зерне; 2) право заселить земли Венеции, Норика и Далмации. Иовий от себя предложил императору удостоить Алариха почётного титула главнокомандующего конницей и пехотой, чтобы смягчить требования готов. Гонорий в ответном письме сделал выговор Иовию, разрешив тому назначить дань в золоте и зерне, но запретив когда-либо удостаивать варвара Алариха и членов его семьи достоинства высшего звания Римской империи. Иовий распечатал и прочёл письмо императора в присутствии Алариха. Король готов воспринял как личное оскорбление отказ императора в присуждении ему титула и немедленно двинул войско варваров на Рим.
Гонорий и его свита под влиянием Иовия дали клятву никогда не заключать мира с готами. Были вызваны 10 тысяч гуннов для войны с Аларихом (неизвестно, дошли ли эти силы). Аларих в свою очередь значительно смягчил условия мира: 1) отказ от золота и ежегодная субсидия в зерне по усмотрению императора; 2) отказ от всех провинций за исключением Норика, пограничной провинции на Дунае; 3) обязательство воевать против врагов Римской империи. Предложения Алариха были отвергнуты, и тогда он как вождь варваров впервые в римской истории вмешался во внутреннюю политику империи.
Аларих предложил жителям Рима низвергнуть Гонория, но пока те размышляли, готы в конце 409 года осадили город и после боя захватили порт Остия, через который шло снабжение Рима. Желая любой ценой избежать надвигающегося голода, сенат Рима по согласованию с Аларихом избрал нового императора. Им стал префект Рима Приск Аттал. Новый император, признанный только в Риме, даровал Алариху должность главнокомандующего пехотой, в то время как пост главнокомандующего конницей отошёл римлянину Валенту.

## Осада Равенны
Войска Алариха с новоизбранным императором Атталом двинулись на Равенну с целью низложить Гонория. Небольшую часть войск Аттал отправил в северную Африку, провинцию, обеспечивающей продовольствием Рим.   Император Восточной Римской империи прислал на помощь Гонорию 4 тысяч солдат, которые спасли положение. Они усилили гарнизон Равенны, и Гонорий принял решение бежать к своему племяннику, византийскому императору Феодосию, только в случае падения его власти в Африке.
Не имея возможности захватить хорошо защищённую Равенну, которая была окружена болотами и реками, «наподобие острова заключена в разливе текущих вод» (Иордан, 148), Аларих даигался по северу Италии, принуждая города признать власть Аттала. Своей ставкой готы сделали приморский городок Ариминум (совр. Римини), примерно в 50 км к югу от Равенны. С ними находилась в качестве почётной заложницы Галла Плацидия, сестра Гонория.

## Разграбление Рима
Хотя Аттал даровал Алариху титул magister utriusque militiae, как тот просил, он не хотел оставлять готам провинцию Африку — житницу Западной империи — в качестве места поселения. Гераклиан, который теперь командовал войсками провинции и оставался верен Гонорию, прекратил поставки зерна в Италию. Поскольку Аттал оказался бесполезным Алариху, он был низложен в начале июля 410 года. Новые переговоры между Гонорием и Аларихом были сорваны Саром — возможно, старым соперником Алариха — который напал на готов, стоявших у Равенны. Аларих, воины которого и так голодали, не желал вести дальнейшие переговоры в сложившихся обстоятельствах и вернулся в Рим, чтобы осадить город в третий раз. 24 августа 410 года его людям разрешили войти в город без боя. Предположительно, Соляные ворота были открыты аристократом по имени Проб или рабами, тайно проведёнными для этой цели. Через ворота войска Алариха хлынули в город. В отличие от предыдущего года, на этот раз Аларих не лишил своих людей права грабить. Три дня они грабили «вечный город». Когда 27 августа войска Алариха покинули Рим, в городе почти не осталось ничего ценного. Множество высокопоставленных лиц, включая Галлу Плацидию, также были вынуждены покинуть город вместе с Аларихом. 

## 411—413

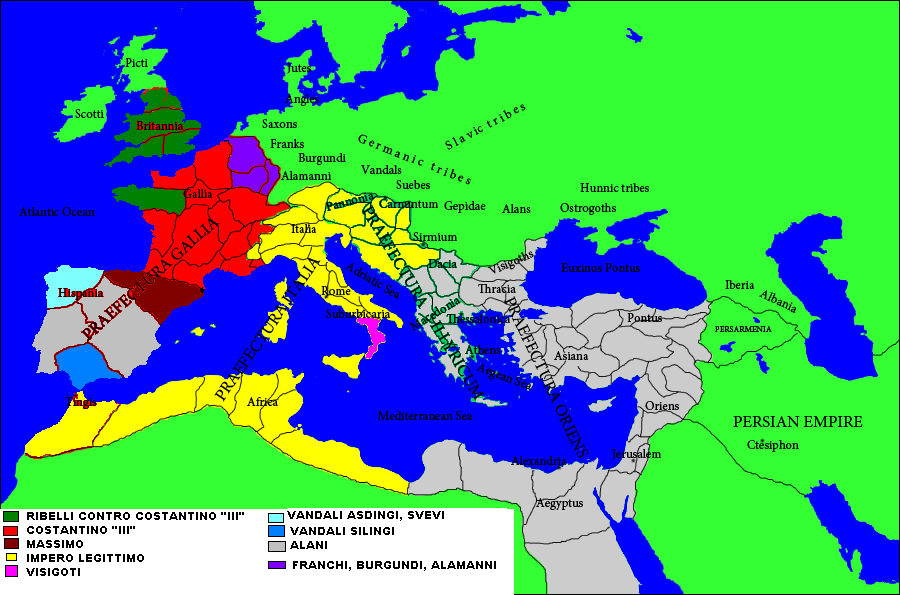
Западная Римская империя в конце 410 г.

Аларих повел свои войска на юг, откуда он, вероятно, намеревался отправиться в Сицилию, чтобы раздобыть провизию и другие припасы, или даже в Африку, чтобы противостоять Гераклиану. По пути вестготы опустошили Кампанию и Бруттий (сегодняшняя Калабрия). Достигнув Мессинского пролива, он решил построить флот. Однако его план провалился, когда шторм уничтожил флот при попытке пересечь пролив. Аларих умер несколько месяцев спустя в Козенце, Калабрия, так и не достигнув Африки. 
На посту magister utriusque militiae Алариха сменил его зять Атаульф, который повёл готов на север в южную Галлию. Гонорий просил вернуть Галлу Плацидию, заложницу вестготов с 410 года, в обмен на мир. Однако Атаульф был готов вернуть сестру Гонорию только за гарантию предоставления вестготам большого количества зерна, что римляне обещали ранее вестготам, но что не было выполнено до сих пор, возможно, также потому, что восстание Гераклиана прервало поставки зерна из Африки. Когда римляне отказались поставлять вестготам обещанное зерно, если Галла Плацидия не будет возвращена, осенью 413 года Атаульф возобновил войну против Рима и вторгся в южную Галлию, пытаясь захватить Марсель, но его нападение потерпело неудачу благодаря отпору Бонифация, который яростно защищал город и даже сумел ранить Атаульфа во время битвы.
В январе 414 года король вестготов женился в Нарбонне на сестре Гонория, Галле Плацидии. Однако брак Атаульфа и Плацидии не нашел одобрения при дворе Гонория, который отказался вести переговоры с вестготами. Наступление легионов Флавия Констанция заставило вестготов покинуть Нарбонну и отступить в Испанию, где они основали своё государство.